# Gössnitztal
Das Gössnitztal ist ein Nebental des Mölltals in der Schobergruppe der Hohen Tauern. Es liegt in der Gemeinde Heiligenblut am Großglockner in Kärnten, Österreich. Die Länge des Tals beträgt ca. 9 km Luftlinie vom Gössnitzfall bis zur Elberfelder Hütte. Bis auf Sennerinnen und Senner im Sommer ist das Tal unbewohnt.
Das Gössnitztal gehört vollständig zum Nationalpark Hohe Tauern. Es hat eine Fläche von 39,1 Quadratkilometer und gilt als eines der ursprünglichsten und am wenigsten durch den Menschen veränderten Täler der Ostalpen.

## Geographie und Geologie

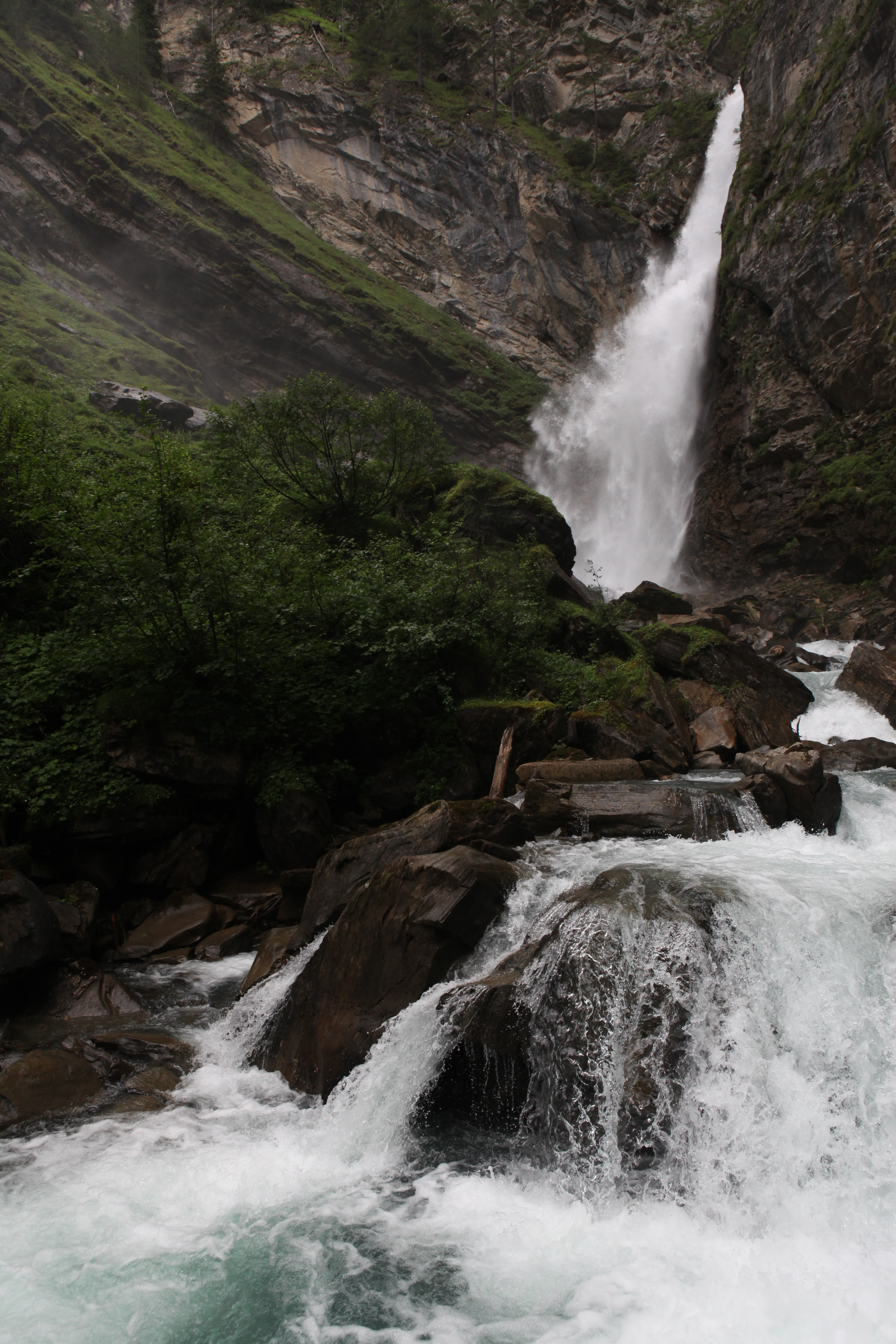
Naturdenkmal Gössnitzfall

Das Gössnitztal ist ein Hängetal und demnach sehr schwer zugänglich. Am unteren Ende fällt es steil in das Mölltal ab. Die Gössnitz, die dem Tal ihren Namen gegeben hat, stürzt dort im Gössnitzfall (Naturdenkmal) mehr als 100 m in die Tiefe. Denn während der Eiszeiten (120.000 bis 11.000 v. u. Z.) füllte der Pasterzengletscher das gesamte Mölltal aus und legte es tiefer.
Vom Gössnitzfall bei 1460 m steigt das Tal bis zur Elberfelder Hütte auf 2230 m an.
Die das Gössnitztal umgebenden Berge sind aus polymetamorphen Gesteinen (Altkristallin) aufgebaut. Vorherrschende Gesteine sind Glimmerschiefer, Paragneise, Graphitschiefer, Quarzite und Hornblenden, in die Amphibolite, Orthogneise und Serpentinite eingeschaltet sind.
An der Ostseite des Tals liegen auf rund 2350 m ü. A. drei Bergseen, der Vordere, Mittlere und Hintere Langtalsee. Es sind Karseen mit einer deutlich ausgeprägten Karschwelle, einen Karboden und einer steilen Kartreppe. Die Seen sind nur mehrere Meter tief.
Das Tal ist von folgenden Bergen umgeben:
- Bretter, 2251 m, W (westliche Talseite)
- Krocker, 2461 m, W
- Hahnlberg, 2634 m, W
- Saukopf, 2749 m, W
- Zinketzkamp, 2876 m, W
- Gremul, 2909 m, W
- Tramerkamp, 2974 m, W
- Zinketz, 2973 m, W
- Gridenkarkopf, 3020 m, W
- Tramerkopf, 2954 m, W
- Böses Weibl, 3121 m, W
- Ruiskopf, 3090 m, W
- Kristallkopf, 3160 m, W
- Roter Knopf, 3281 m, W
- Südliche Talleitenspitze, 3119 m, W
- Gössnitzkopf, 3096 m, W
- Klammerköpfe, 3163 m, O (östliche Talseite)
- Großer Hornkopf, 3251 m, O
- Kreuzkopf, 3103 m, O
- Kögele, 3030 m, O
- Hinterer Seekamp, 2575 m, O
- Mittlerer Seekamp, 2638 m, O
- Vorderer Seekamp, 2929 m, O
- Bretterköpfe, 3018 m, O
- Langtalköpfe, 2876 m, O
- Schildberg, 2683 m, O
- Hinterm Hap, 2332 m, O

## Vegetation
Im unteren Höhenbereich des Tals kommt subalpiner Fichtenwald mit einigen Laubwaldbereichen vor. Darauf folgen die Almen und größere Bestände an hochmontanem naturbelassenen Lärchen-Arvenwald. Dieser ist immer wieder von Grünerlengebüschen, Feuchtwiesen und Quellfluren unterbrochen. Oberhalb der Waldgrenze befinden sich große Bestände an Zwergstrauchheide, vor allem mit Gämsheide und Alpenrosen, die im Bereich der Elberfelder Hütte in Krumm-Seggenrasen übergeht. Im hinteren Tal liegt auf 2190 m ein Moor mit größeren Beständen an Scheuchzers Wollgras. Diese Pflanzenart findet sich auch am hinteren Langtalsee.

## Geschichte
Der Name Gössnitz ist slawischen Ursprung und Gössnitztal ist etwa als Ziegental zu deuten, vgl. slowenisch *koznica (zu koza ‘Ziege’). Dies und der Name Malesischk Alpe deuten darauf hin, dass das Gössnitztal ursprünglich zum slawischen Sprachbereich gehörte.
Im Spätmittelalter gab es im Gössnitztal Bergbaue auf Gold, Silber und Kupfer.
Wegen der schweren Zugänglichkeit begann eine landwirtschaftliche Nutzung des Tals als Alm erst im 15. Jahrhundert. Das erklärt, warum hier noch größere Arvenbestände vorhanden sind.
Noch zu Beginn des 20. Jahrhunderts hatte das Gössnitztal eine wichtige ökonomische und soziale Bedeutung für die Bauern des Mölltals. Fast alle dort ansässigen Bauern hatten Auftriebsrechte für die Gössnitz. Zudem konnten hier Sennerinnen und Senner im Sommer ein relativ unabhängiges Leben führen und vielen sozialen Zwängen entgehen, die im Tal durch die strikte Sittenaufsicht der Kirche bestanden.
Im Jahr 1928 errichtete die Sektion Elberfeld des DÖAV die Elberfelder Hütte am oberen Talende.
Noch Anfang 80er Jahren bestanden Pläne, am Ende des Gössnitztales eine riesige Talsperre zu errichten und den Gössnitzbach aufzustauen. Diese Pläne wurden mit der Ausweisung des Kärntner Teils des Nationalparks Hohe Tauern 1981 ad acta gelegt.
Erst in den 1990er Jahren wurde eine sehr steile Straße in den Fels gesprengt, die das Tal unmittelbar mit Heiligenblut verbindet. Vorher war es nur über das Leitertal und die Trogalm und Bruchalm erreichbar. Die Straße ist für den allgemeinen Autoverkehr gesperrt und nur für Berechtigte befahrbar.

## Almen
Im Gössnitztal liegen folgende Almen:
- Außerebenalm
- Innerebenalm
- Am Plan
- Ochsnersalm
- Hinterm-Holz-Alm
- Am Kaserle
- Malesischk Alpe
- Wirtsbauernalm
- Bruchalm

## Tourismus
Eine Rundwanderung durch das Gössnitztal dauert nach dem Rother-Wanderführer zehn Stunden (reine Gehzeit). Deshalb wird eine Übernachtung in der Elberfelder Hütte empfohlen. Der Weg verläuft vom Parkplatz Zasch im Mölltal über die steile Straße am Gössnitzfall vorbei zur Bruchalm, dann, nach einem weiteren steilen Aufstieg, führt er relativ flach durch die Gössnitzklamm. Hier im vorderen Talbereich hat sich der Bach tief in das Gestein eingeschnitten. Im mittleren Abschnitt weitet sich das Tal und der Weg führt immer wieder durch Waldstücke an diversen Almen vorbei. Dabei steigt er stetig an, bis die Waldgrenze bei der Hinterm-Holz-Alm erreicht ist. Dann führt er durch größere Bestände an Alpenrosen-Heide, das Moos und alpine Matten bis zur Elberfelder Hütte. Von hier ist ein Abstecher zum Roten Knopf möglich; allerdings müssen insbesondere im Frühsommer große und steile Schneefelder überwunden werden, was den Gebrauch von Steigeisen voraussetzt. Von der Elberfelder Hütte führt der Weg über die drei Langtalseen zurück zum Talausgang. Dieser Abschnitt wird als mäßig schwierig bezeichnet. Einige ausgesetzte Stellen sind durch Fixseile versichert. Hinter den Seen sind größere Bestände an Lärchen-Arvenwald zu durchqueren, dann folgt die Malesischk Alpe, bis man nach einem sehr steilen Abstieg durch reinen Lärchenwald zur Wirtsbauernalm kommt. Dann führt der Weg wieder zurück über die steile Straße ins Mölltal.
Von der Malesischk Alpe oberhalb der Wirtsbauernalm führt ein Weg zum großen Almgebiet Retschitz östlich des Gössnitztals und dann durch Lärchen-Fichtenwald unmittelbar herunter zum Ortsteil Hadergasse von Heiligenblut.
Auf der Wirtsbauernalm im mittleren Gössnitztal auf 1745 m Höhe befindet sich eine Jausenstation. Sie ist von Anfang Juni bis Mitte September geöffnet.
Im hinteren Gössnitztal bei der Elberfelder Hütte laufen zahlreiche weitere Wege zusammen, so auch der Wiener Höhenweg, der von der Glorer Hütte über den Kesselkeessattel beim Bösen Weibl zur Elberfelder Hütte und dann weiter über die Hornscharte oder die Klammerscharte zur Adolf-Noßberger-Hütte im Gradental führt.
Der Elberfelder Weg verläuft von der Elberfelder Hütte über die Gössnitzscharte zur Lienzer Hütte im Debanttal.